# Василевс Георгиос (эсминец)
«Василевс Георгиос» (греч. ВП Βασιλεύς Γεώργιος — Король Георгий) — эскадренный миноносец греческого королевского флота, модифицированный вариант британского эсминца типа G. Вместе с однотипным эсминцем D 15 «Василисса Ольга» был одним из самых современных кораблей ВМФ Греции накануне Второй мировой войны.
Назван в честь греческого короля Георга I.
Заложен в феврале 1937 года на верфи фирмы Yarrow & Co. Ltd в пригороде Глазго Скотстауне. Спущен на воду 3 марта 1938 года и 15 февраля 1939 года введён в строй. К началу Второй мировой войны являлся флагманским кораблём флотилии (лидером) эскадренных миноносцев Королевского флота Греции.

## Конструкция
Эсминцы типа Василевс Георгиос были вариантом британских эсминцев типа G, оснащённых немецкими пушками и системой управления огнем. Они имели общую длину 98,4 метра, ширину 10,05 метра и осадку 2,51 метра. Стандартное водоизмещение 1371 тонну и полное 1879 тонн. Два комплекта паровых турбин Parsons общей мощностью 34 000 лошадиных сил, каждый из которых приводится в движение по одному гребному валу, работали от трёх трёхколлекторных котлов Адмиралтейского типа. Проектная скорость при стандартном водоизмещении составляла 36 узлов.
Во время испытаний 30 октября 1938 года Василеф Георгиос развил 36,6 узла (67,8 км / ч) при 35 109 л. с. (26 181 кВт), водоизмещение составляло при этом 1426 дл. тонн. Запас топлива по сравнению с британским типом G был сокращён до 399 тонн мазута, что обеспечивало дальность 3760 морских миль на ходу 20 узлов. Экипаж состоял из 162 человек. В отличие от систершипа Василисы Ольги, «Васильф Георгиос» был приспособлен для размещения адмирала и его штаба.
Корабли несли четыре 12,7 cm SKC/34 орудия в одиночных установках, зенитное вооружение состояло из четырёх 3,7-сантиметровых орудий и двух четырёхствольных установок пулемётов Vickers 0.5. На эсминце были установлены два четырётрубных 53,3 сантиметровых надводных торпедных аппаратов. Использовавшиеся греческими кораблями парогазовые торпеды Mk.X имели длину 7,2 м, вес 1620 кг, несли заряд 275 кг ТНТ и обладали следующими режимами хода: 3000 м на скорости 47 узлов, 5000 м на 43 узлах, 8000 м на 36 узлах или 12 000 м на 29 узлах. Корабли имели два бомбомёта и один бомбосбрасыватель на 17 глубинных бомб. Гидролокаторов на строившихся на экспорт эсминцах британцы не устанавливали, что ограничивало их боевые возможности.

## История службы

### Под флагом Греции
В составе Королевского флота Греции принимал участие в Итало-греческой войне 1940—1941 годов. Использовался флотским командованием в конвойных и эскортных операциях. Принимал активное участие в первом (14—15 ноября 1940 года) и третьем (4—5 января 1941 года) рейде греческого флота против итальянского судоходства в проливе Отранто.
14 апреля 1941 года эсминец был повреждён во время налёта германской авиации в бухте Софикос в Сароническом заливе.
Для устранения повреждений и неисправностей был помещён в плавучий док в Пирее. Вместе с доком, в котором ремонтировался, был потоплен во время очередного налёта германской авиации 20 апреля 1941 года.

### Под флагом Германии
После оккупации Греции германскими войсками корабль был поднят и направлен для проведения ремонта и модернизации на верфь «Germaniawerft». После окончания ремонта, 21 марта 1942 года, эскадренный миноносец был введён в состав ВМФ Германии по наименованием «ZG-3». 22 августа 1942 года кораблю было присвоено наименование «Hermes».
С июня 1942 года по конец марта 1943 года «Hermes» действовал в Восточном Средиземноморье, сопровождал войсковые и грузовые транспорты из Греции в Турцию и до Крита, а от Крита в Киренаику.
16 ноября 1942 года, во время сопровождения конвоя следующего из Пирея, обнаружил в районе Дарданелл действовавшую в составе британского флота греческую подводную лодку «Тритон (Y-5)» и навёл на неё морской охотник «Uj-2102». «Uj-2102», получив приказ атаковать цель, потопил субмарину глубинными бомбами.
В феврале 1943 года проходил кратковременный ремонт в Саламине.
После проведения ремонта, в марте 1943 года, эсминец был передислоцирован в Салерно. Прибыв на новое место дислокации 4 апреля 1943 года, выполнял задачи совместно с кораблями итальянского флота: участвовал в охранении конвоев, перевозках войск, постановках минных заграждений.
21 апреля 1943 года в районе острова Капри глубинными бомбами и артиллерийским огнём потопил британскую подводную лодку «Splendid».
29 апреля 1943 года при попытке прорваться в Тунис совместно с итальянским эсминцем «Leone Pancaldo» был атакован британской авиацией в районе мыса Бон. Получив тяжёлые повреждения, «Hermes» полностью лишился хода и был доставлен на буксире в гавань Ла Голетта в Тунисе.
Из-за угрозы захвата противником был взорван экипажем 7 мая 1943 года и затоплен в точке с координатами 36°46′ с. ш. 10°21′ в. д..

## Командиры корабля

### Греция
| Имя и звание               | Время службы                     |
| -------------------------- | -------------------------------- |
| Антипли́архос Пиррос Лаппас | 15 февраля 1939 — 23 апреля 1941 |

### Германия
| Имя и звание                     | Время службы                   |
| -------------------------------- | ------------------------------ |
| капитан-цур-зее Рольф Йоханессон | 8 февраля 1942 — 25 марта 1943 |
| фрегаттен-капитан Курт Рехель    | 25 марта 1943 — 7 мая 1943     |